# Rattus arfakiensis
Rattus arfakiensis is een rat die voorkomt in de Arfak-bergen op de Vogelkop in het noordwesten van Nieuw-Guinea. Er is slechts één exemplaar bekend. Hoewel deze ondersoort door eerdere onderzoekers binnen R. niobe werd geplaatst, zelfs als een ondersoort van R. n. arrogans, dachten Musser & Carleton (2005) dat het een aparte soort was, omdat het enige bekende exemplaar niet goed in een van de andere soorten te plaatsen is door zijn bruine rug en lange foramina incisiva.